# Чавін (культура)
Чавін (ісп. Chavín) — археологічна культура, що існувала на території сучасного узбережжя та гірських районів центрального та північного Перу. Ця культура відноситься до періоду раннього горизонту, та за оцінками Едварда Ланнінґа існувала від 900 року до н. е. до 200 року до н. е., хоча часто згадують дещо раніші дати у 1200—500 роки до н. е.

## Етимологія
Індіанською мовою карибів (північних сусідів чавінів) слово чаві означає «ягуар», а словосполучення чавінаві можна перекласти як «сини ягуара зі списами». Це дало підстави деяким науковцям припустити, що цивілізація Чавін склалася внаслідок переселення до Анд групи культуртрегерів-ольмеків. Річ у тім, що в Андах ягуари не водяться, а ольмеки цього звіра дуже шанували. До того ж зображення ягуарів часто трапляються на чавінських рельєфах, а в місцевих похованнях, судячи з даних археологічних розкопок, зафіксований звичай деформації черепів, також поширений серед ольмеків. Втім прихильники цієї версії не можуть відповісти на питання: яким чином ольмеки могли потрапити з узбережжя Мексиканської затоки до Анд, щоб заснувати там у XIV ст. до н. е. місто і державу. Крім того, є суттєві розбіжності в архетектурі ольмеків й чавінців.

## Історія
Перші поселення виникли у XIV ст. до н. е. Втім саме місто оформилося близько XI ст. до н. е. Близько 900 року до н. е. настільки зміцнів в економічному й військово-політичному відношеннях, що перейшов до активної територіальної експансії, причому не тільки в районі Анд, а й частково на землі кости (пустельної рівнини тихоокеанського узбережжя) та амазонської сельви.
Масштаби експансії дають підстави припустити наявність у чавінців елементів відносно сильної державної єдності (можливо навіть централізації), оскільки масштабне розширення впливу Чавіну на значні терени первісної периферії відбувалося силою зброї (хоча чавіни приносили сусідам передові технології, зокрема й високоврожайну культуру маїсу). А ті були змушені сплачувати данину «синам ягуара». До наших часів збереглися зображення чавінських вояків, озброєних палицями. Постійні війни Чавіну доводилося вести і з войовничими сусідами, які жили переважно полюванням та збиральництвом. Аби захиститися від нападів ззовні та приборкати непокірних підданих, чавінці змушені були мурувати міцні фортеці.
Чавінські поселення були розкопані в долині Касма поблизу містечка Мохеке, в долині р. Непенья в районі м. Серро-Бланко, в долині річки Хекетепеке поблизу сучасного містечка Кахамарка (храмовий комплекс Кунтур-Уасі — «Будинок Кондора»). Водночаснабуває нового піднесення стародавнє поселення Пакопампа.
Відповіддю на їхню експансію стала з часом так звана «регіональна емансипація» (це явище назвали археологи). Вона полягала в тому, що, опанувавшитехнологіями чавінців, сусіди відкинули їхній політико-культурний та релігійний вплив. Вважається, що імперська ідеологія Чавіну як цивілізаційного центру й вершителя юридичної, законодавчої, судової та ідеологічної політики в регіоні не була підкріплена достатнім економічним і військовим потенціалом. Тож у середині І тис. до н. е. цей осередок цивілізації почав зазнавати дедалі активнішого тиску з боку племен із первісного океану доцивілізаційного оточення.
Війни з сусідами виснажили Чавін й остаточно посварили Чавін з мисливсько-збиральницьким оточенням. Як наслідок, розпочався стрімкий занепад Чавіну, який завершився в IV (за іншою версією — у II) ст. до н. е.

## Населення
Населення, що створило культуру Чавін, стояло, ймовірно, на рубежі класового суспільства. Разом з культурою Норте-Чіко, Чавін значно вплинула на всі наступні культури Перу.

## Політично-соціальна організація
Замало відомо про соціально-політичний устрій Чавіну. Враховуючи досить високий рівень місцевої економіки, дослідники припускають доволі високий рівень політичних відносин, оскільки для здійснення масштабних робіт, управління розгалуженою господарською структурою вимагалась чітка організація, неможливої без відповідного рівня соціальної диференціації, досвіду та знань, накопичення й збереження яких у належних масштабах.
У центрі міста височіли кілька великих пірамід із тесаного каміння, храми і стели на честь богів. Мешкало у місті близько трьох тисяч людей, і до кожного будинку був підведений водогін. Щоправда, самі оселі відрізнялися між собою — заможніші, швидше за все, належали жерцям, які не лише «спілкувалися із богами», а й керували складним міським господарством. Те ж саме можна сказати про типи й характер поховальних комплексів чавінів. Вважається, що Чавін представляло собою теократію.

## Господарство
Навчилися вирощувати квасолю, гарбуз, ліму (місцева бобова культура), червоний перець, кабачки, бавовник, маніок, ачіру, арахіс та екзотичний плід лукума, паралельно займаючись рибальством, мисливством і звіробійним промислом (тюлені, морські леви, кити і навіть пелікани та пінгвіни), а також інтенсивним морським збиральництвом.
Чавінці розвивали скотарство як галузь господарства, перейшли до іригації в землеробстві, спорудивши на андських схилах примітивні зрошувальні й дренажні канали та колодязі. На сонячних схилах гір вони влаштовували тераси, до яких спеціально спорудженими кам'яними жолобами надходила вода для зрошення посівів.
Чавінці приручили собаку, який допомагав людині на полюванні, використовували як в'ючну тварину п'ятипалу гуанако (дикого родича лами, якого почати активно приручати в Андах ще з середини IV тис. до н. е.), котра переносила вантажі, давала м'ясо для їжі, вовну для одягу та кизяки, що високо цінувалися у холодних горах як першокласне і завжди доступне паливо.
Технологічною базою Чавіну спочатку були вироби з каменю й кості, але близько 800 року до н. е. чавінці вже навчилися обробляти золото та срібло (з них виготовляли прикраси).
Фіксуються археологами також активні міжнародні контакти чавінців з сусідами, як близькими — так і доволі далекими (до океанічного узбережжя), предметами обміну виступали глиняний посуд, мушлі, самоцвіти, обсидіан, вовна, бавовняні тканини, метали, сушена риба.

## Писемність
Фактів щодо існування чавінської писемності досі не виявлено.

## Культура
Культура названа за селищем Чавін-де-Уантар на східному схилі хребта Кордильєра-Бланка на північ від Ліми, біля якого розташована основна пам'ятка цієї культури — храмовий комплекс, збудований близько 900 року до н. е., що однак неодноразово перебудовувався. За кількістю житлових комплексів Чавін виглядає доволі скромно: вони розраховані на З тис. осіб на площі 30 га. Він має могутній, надійний фундамент, котрий витримав натиск страшної водно-селевої лавини 17 січня 1945 року і потужний землетрус 31 травня 1970 року, який дощенту зруйнував усі навколишні будівлі пізніших часів.
У цій ділянці відкрито залишки платформ, храмова кам'яна будівля 15 м заввишки (castillo), численні підземні галереї, кам'яні статуї богів, кам'яні стели (п'ятиметрова стела «Спис Лансон», «стела Раймонді» та ін.), різьблені плити із зображеннями ягуарів, кондорів і містичних істот (людини з головою хижої тварини, з довгими іклами та волоссям у вигляді змій, орла-кондора із розпростертими крилами та головою хижої кішки та ще й з орлиним дзьобом замість носа, риби з головою хижака із сімейства котячих тощо). Ті ж образи є й на глиняному посуді. Інші артефакти цієї культури включають текстиль, металеві вироби та інші.
Духом мілітаризму й сили сповнена значна частина чавінських рельєфів, на яких зображені уславлені перемогами вояки. Неподалік від власне Чавіна, в долині Касма (місцевість Серро-Сечін), знайдено 300 кам'яних скульптур явно чавінського походження, що зображують грізних ягуароподібних вояків у гострих шоломах, з бойовими жезлами в руках. Фігури підперезані широкими поясами, на яких висять відрубані голови ворогів.

## Дослідження
Вивчення започаткував перуанський археолог та антрополог (індіанець кечуа за національністю) Хуліо Сезар Тельо (1880—1947). Попри те, що науковці вивчають цю культуру вже близько ста років, загадок, пов'язаних із нею, ще дуже й дуже багато.

## Галерея

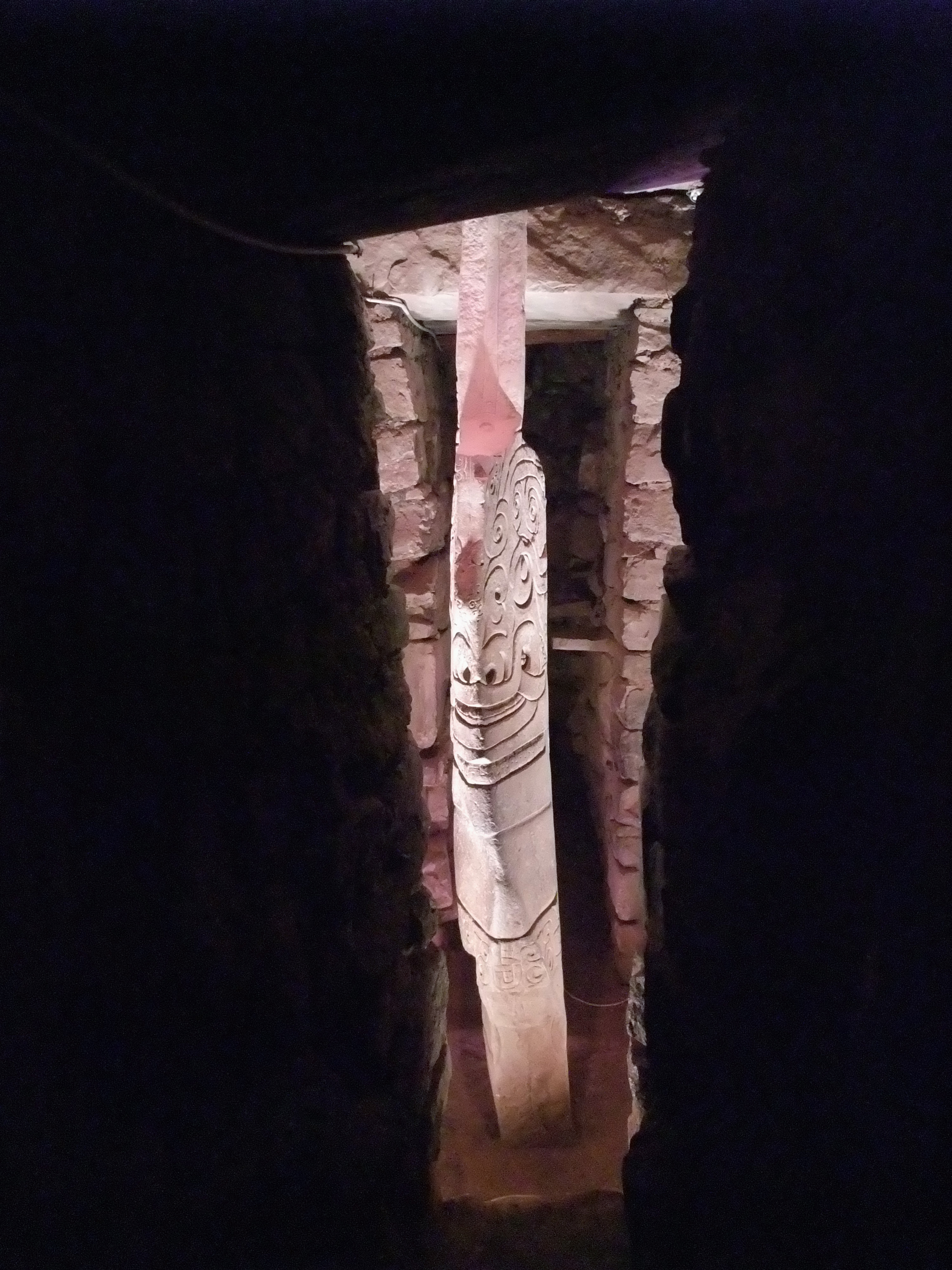
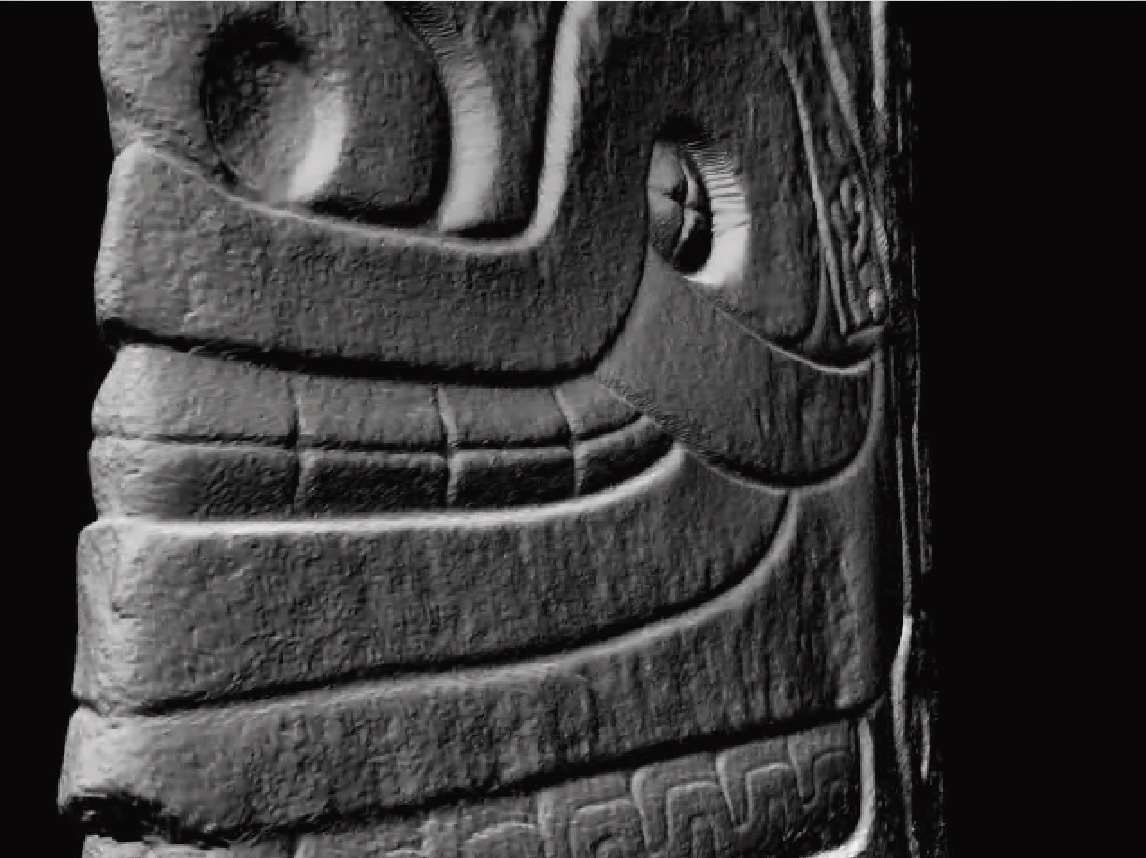
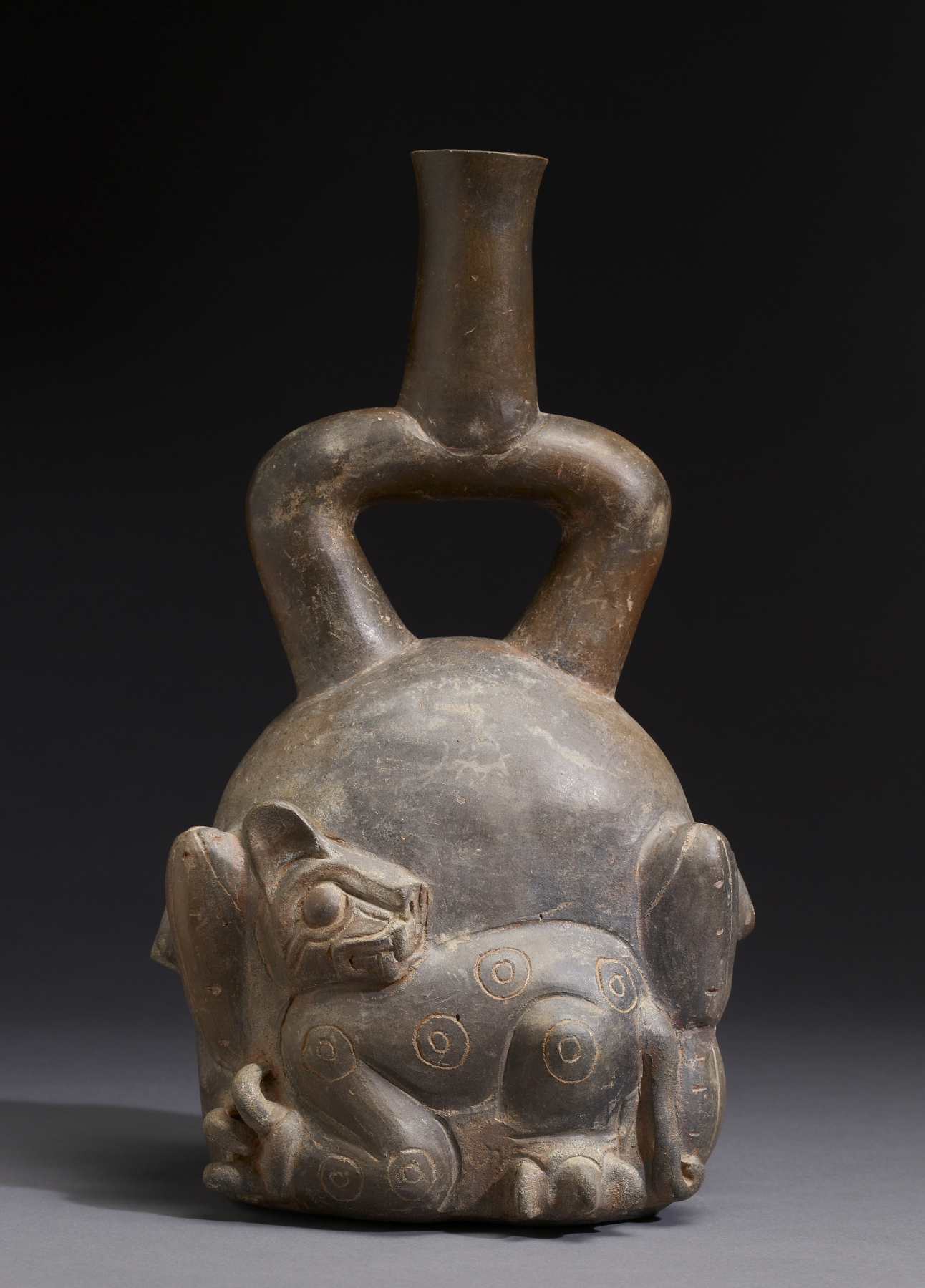
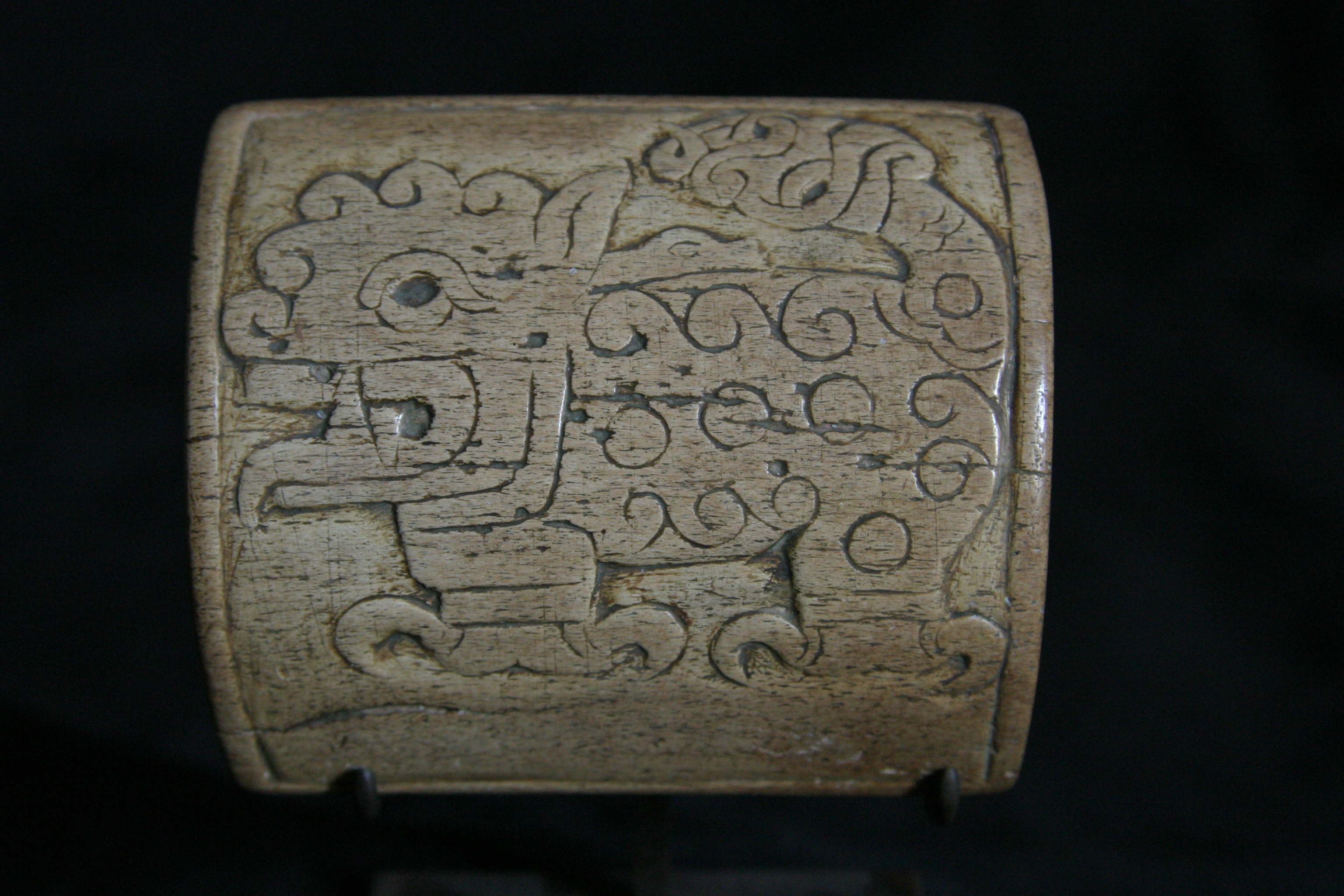
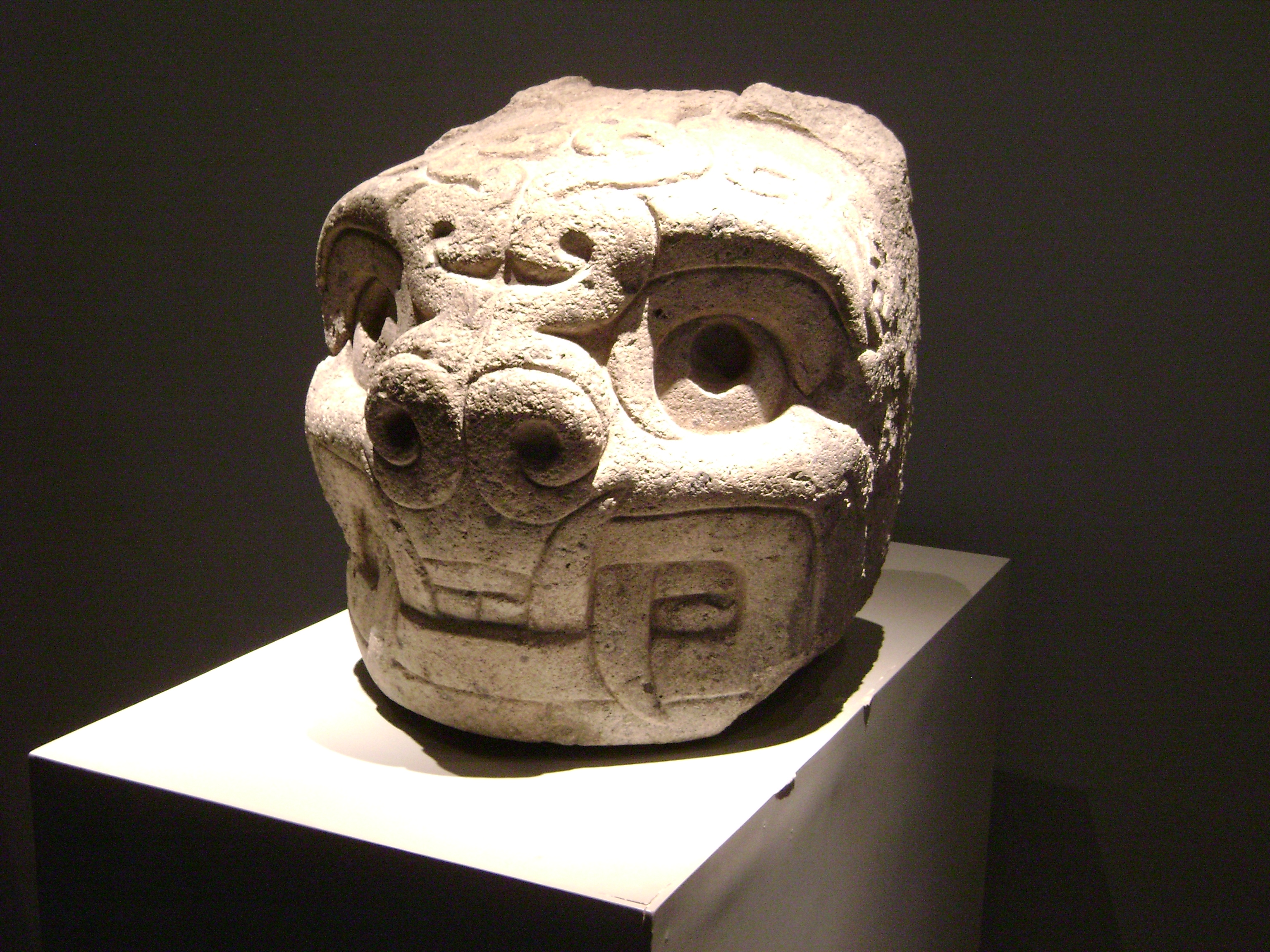
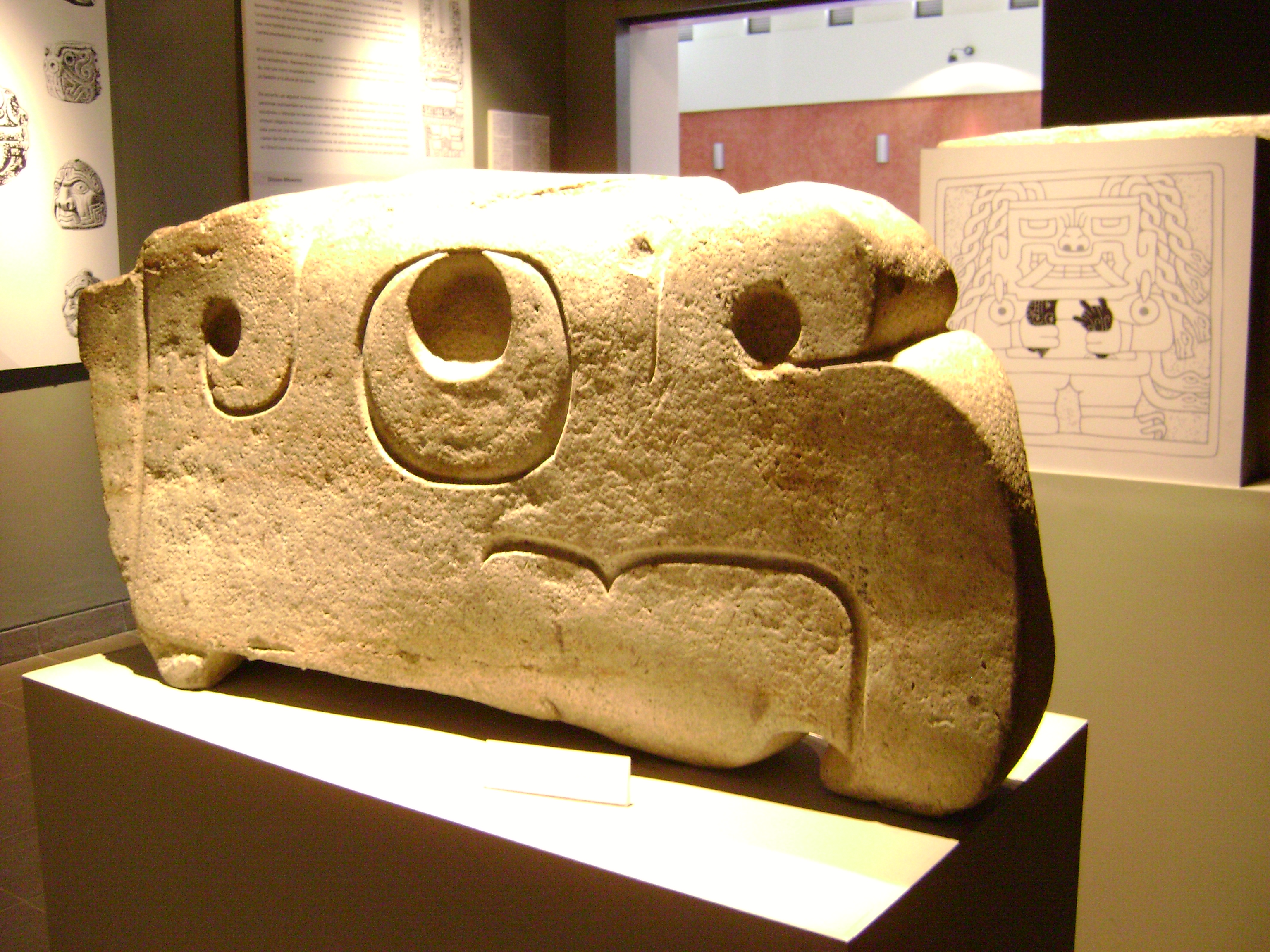
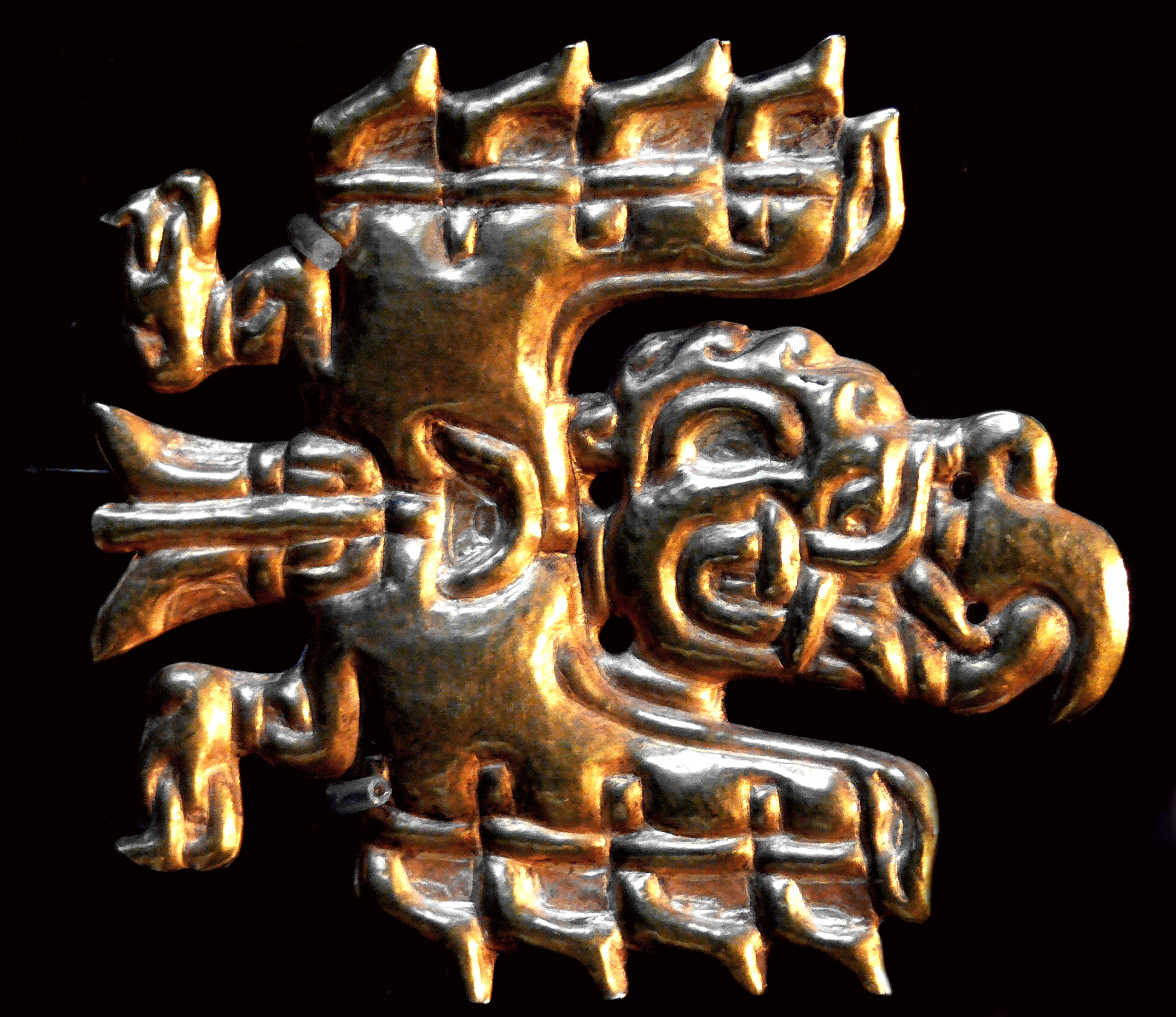